# Eremulus monstrosus
Eremulus monstrosus är en kvalsterart som beskrevs av Hammer 1972. Eremulus monstrosus ingår i släktet Eremulus och familjen Eremulidae. Inga underarter finns listade i Catalogue of Life.